# Iwaruna biformella
Iwaruna biformella är en fjärilsart som beskrevs av Schütze 1902. Iwaruna biformella ingår i släktet Iwaruna och familjen stävmalar. Inga underarter finns listade i Catalogue of Life.